# 赤髮白雪姬
《赤髮白雪姬》是日本漫畫家秋月空太創作的作品。從白泉社的刊物《LaLa DX》2006年9月號開始連載，自第26話開始移至《LaLa》上繼續刊載。原本故事以全一話完結，因受好評而演變成長篇連載。本作品榮獲2007年「白泉社雅典娜新人大賞」新作優秀者賞。在本作中，除了主角的名字「白雪」以及劇情剛開始曾出現的「紅蘋果」外，這個故事與童話故事「白雪公主」並無關連。
2015年7月起至9月播出電視動畫，同年9月1日播放期間正式宣布製作第2季，於2016年1月11日播出。另外，話數則承接上一季的話數。
2023年BookLive讀者票選少女和女性漫畫第9名。

## 故事大綱
天生擁有一頭如紅蘋果般美麗髮色的少女，白雪，因為這樣的稀有髮色而被惡名昭彰的拉冀王子看上，打算強行納她為愛妾。感到困擾的白雪決定離開自己的國家，並在鄰國克拉利涅斯的森林之中，遇到了一名少年千、兩名隨身侍衛光秀和木木。
在千的協助下，順利解決與拉冀王子有關的問題後，白雪決定在克拉利涅斯王國留下來，以成為一名宮廷藥劑師為目標而努力著，也希望將來能夠待在千的身側繼續協助他，並通過自己的能力踏入王宮。

## 登場人物

### 主要人物
白雪
配音：早見沙織（日本）；林美秀（台灣）；Brina Palencia（美國）；何凱怡（香港）
為本作中的主人公（女主角），18歲的少女。天生擁有一頭稀有的紅髮，成長於丹巴倫王國的深山裡，為酒館之女，也因此會做菜。喜歡有嚼勁的麵包，會自製果醬。因為成長的各種經歷，造就了她大膽的個性，時常有讓週遭的人驚訝不已的舉動出現。
從小便學習著有關藥草的知識，為了能靠自己的力量進入皇宮、留在千身邊輔助他，找到了自己的目標，現在是克拉利涅斯王國的宮廷藥劑師，也從祖國丹巴倫獲得『王室之友』稱號。
目前與龍在北方的王城莉莉亞斯擔任研究員，尋找著讓奧林瑪麗斯（花）維持長時間光明的方法。喜歡千，目前跟千為戀人的關係。酒量非常差，一喝就馬上倒地。
由於稀有的紅髮使她常常遇到危機，都憑著自己和友人的力量一一克服。原本得知父親已死，後來聽祖父母說出其實還活著的事實，在一次綁架中也意外發現父親為山中盜賊集團的老大武風（其實是行俠仗義的盜賊），父女相認。
千·威斯塔利亞（Zen Wistalia）
配音：逢坂良太（日本）；何志威、石薇（幼年）（台灣）；Josh Grelle（美國）；簡懷甄（香港）
本作的男主角，克拉利涅斯王國的第二王子，19歲。喜歡的顏色為紅色和銀色；小時候很討厭牛奶。
在國家的森林裡遇見了白雪。因為在13歲時被餵毒，因此身體對於毒物已經非常習慣；也學過劍術，因此對於週遭的警覺性也很高。
帥氣爽朗的外貌，看似平和易處，在必要時也能展現身為王子的威嚴，也受領地士兵們的愛戴。
平常喜歡閒逛，經常溜出皇宮外，但一回宮又加倍的將處理公文的進度補回。非常關心白雪，常替她操心，深深愛着白雪。目前跟白雪是戀人的關係。貝爾卡特事件後，休假一陣子後便被任命為維蘭德領主輔佐而前往維蘭德城。
光秀·路恩（Mitsuhide Lowen）
配音：梅原裕一郎（日本）；蔣鐵城（台灣）；Ian Sinclair（美國）；陳漢祺（香港）
17歲成為千的隨身侍衛，同時也是近衛兵團的成員之一。劍術達人。現在23歲。比千、木木、歐畢三人來的年長，卻經常被他們耍的團團轉。
所說的話很受千的信任，和白雪感情也很好。進城的時間比木木早。對感情相當遲鈍。
喜歡甜食和小孩。因為看起來人很好，在宴會中時常被搭話，但不擅長應對美女(特別是年長的美女)。
因西塞梅曾與木木有過一場不公平的決鬥，故與他是水火不容的關係。對有關木木的事情非常在意，但感情方面似乎較為遲鈍。貝爾卡特事件中，被污陷而被列為嫌疑犯失去佩劍，在事件中成功保護了千，後認清自己僅想為守護千而活，宣示自己終生不結婚，因此拒絕了木木的求婚。明白西塞梅跟木木的相親即將進展順利，認為是新的開始，感到寂寞但也由衷表示高興。事件後與西塞梅的關係稍有好轉，跟隨千前往維蘭德城。
木木·塞蘭（Kiki Seiran）
配音：名塚佳織（日本）；詹雅菁（台灣）； Jamie Marchi（美國）；梁瑞芬（香港）
千的隨身侍衛，同時也是近衛兵團成員，20歲。有著沉著、冷靜的個性，不帶溫度的講話方式遺傳自母親。
善於使用劍。因為是靠技術而非力氣使劍，加上又是近衛兵團中的唯一一名女劍士，在兵團的成員間有著極高的人氣。左撇子。: 雖然一度因為家族的關係向千請辭護衛的工作，和父親達成協議後取消。喜歡光秀。曾表明面對喜歡的人會自己求婚。 在貝爾卡特事件後向光秀求婚並希望能和他在一起，但光秀拒絕其理由是「跟木木結婚就像跟千結婚似的」其實是因為光秀心裡發誓這一生僅為守護千而活，故終生不打算結婚，把木木當作一同守護千的騎士夥伴，而拒絕木木。後接受西塞梅的求婚（本打算自己求婚，但西塞梅阻止）邁向新的一步。跟隨千前往維蘭德城。
歐比
配音：岡本信彥（日本）；劉傑（台灣）；Austin Tindle（美國）；陳啟熾（香港）
21歲（？）原第二王子傳令使，但在被派往莉莉亞斯的任命決定的同時，得到直屬騎士的身分。比起劍術更擅長體術，身手矯健，在樹木間的移動也相當靈活。主要武器為類似手裏劍的刃物，後持有千給予的短劍。
性格我行我素又自由不受拘束，看似對周圍漫不關心但洞察力敏銳，雖然會耍嘴皮子但不會踩人地雷，會開玩笑但不說謊。
原為受委託便什麼都做的職業，也當過壞事的幫兇，以往包含自己在內對所有人都不抱興趣，只關心工作是否完美達成，即使受重傷了也不願求助夥伴，徹頭徹尾的個人主義者。有著受雇主的命令，而朝白雪射出威脅箭矢的前科。被抓到之後成了千的侍從，稱呼千「主人」、白雪「小姐」，主要負責白雪的護衛工作。
相當敬仰對於身為主人的千，後向千坦承喜歡白雪，但沒打算介入兩人。
酒量好、也很會做菜，是主要角色中最有生活能力的一個。因為知道巳早曾對白雪做過的事而與他水火不容。
龍
配音：三瓶由布子（日本）；陳筱寧（台灣）；Mikaela Krantz（美國）；鄭家蕙（香港）
威斯塔爾王城內最年輕的宮廷藥劑師，12歲，在10歲那年受該菈柯藥室長的提拔而進宮。因年輕有為而在藥學界相當有名。
為白雪的上司，但因比她年少而稱呼她「白雪小姐」。白雪直呼其名但對他使用敬語。
喜歡研究植物的毒性，每當研究植物的集中力用完，就會鑽到桌子下方去睡覺。
不善於與人溝通，週遭的人似乎也害怕和他相處。但在調查在北方國度一度被視為不治之症流行的疾病時，交到了同年齡的朋友，也因此慢慢學會與人相處。為藥室長的得意子弟。後與白雪一同以藥劑師兼任研究員的身分，在莉莉亞斯致力於奧林瑪麗絲的研究。

### 克拉利涅斯王國

#### 王室、貴族
伊札那·威斯塔利亞（Izana Wistalia）
配音：石田彰（日本）；劉傑（台灣）；Eric Vale（美國）；黃榮璋（香港）
克拉里尼斯王國的第一王子，千的哥哥。個性冷淡，處世一貫理性，即使弟弟做錯事也不會特別寬容，但在用自己的方法表達對千的寵愛。千極為尊敬他。
雖與千為血脈相連的兄弟，千卻未曾以名字稱呼過他。在威斯塔爾城外擁有自己的城堡與別墅。
一開始對於與千以友人相稱的白雪頗有微詞，但在莉莉亞斯的事件之後，對她的看法漸漸改變。
後登基成為克拉利涅斯王國之王。
哈爾朵·威斯塔利亞（Haruto Wistalia）
克拉利涅斯王國的女王，千與伊札那的母親。
赫爾卡／遙（Haruka）
配音：志村知幸（日本）；于正昌（台灣）；楊耀泰（香港）
講究為人的立場和抱持濃厚的階級觀念的侯爵。一開始擔心白雪是否會對千有不好的影響，後來稍微認同了白雪的能力與想法。

#### 藥室
該菈柯·蓋澤爾特（Garack Gazelt）
配音：甲斐田裕子（日本）；石薇（台灣）； Rachel Robinson（美國）; 王夢華 （香港）
威斯塔爾王城的藥室長，個性爽朗，藥草書著作的名人。相當受同為藥草師的敬仰，曾經發生為了讓她看報告而抽籤打架的事。
八房（Yatsufusa）
配音：山端零（日本）；蔣鐵城（台灣）
該菈柯的輔佐官，對於要照顧該菈柯一事感到頭痛。
希格達（Higata）
配音：半田裕典（日本）
威斯塔爾王城內的宮廷實習藥劑師，和白雪同期考上，上司是八房。有一個青梅竹馬的戀人。

#### 騎士團、衛兵
櫻·希德諾多
亲卫骑士，鼻子上有刀伤痕。在哈尔朵.威斯塔利亚到维兰德统治侍奉她一年，后回到王城侍奉伊札那
马奇力
莉莉亚斯的领主，哈琪的哥哥
哈琪
莉莉亚斯學问街的总管理，马奇力的妹妹。
伊札那的婚约者，小时候在一场宴会中犯困，到阳台看花瓶的花，伊札那见她打瞌睡前来找她说话，拿起花瓶的花给她，她询问这朵花的名字，伊扎那说他不知道，但小时候的千说他在王宫里见过这些花，伊札那要求千带她参观花园。事后两人都感冒了，但两人都不记得，只有伊札那记得。在莉莉亚斯封锁期间，马奇力要求哈琪不要离开所在地，伊札那回头看了她一眼。在参加伊札那的加冕仪式中，伊札那让她站在自己身边见克拉里尼斯王国的百姓。

西塞梅·盧基斯
騎士團副團長。盧基斯伯爵家的次男，木木訂婚的對象。
凱·烏爾基爾（Kai Ulkir）
配音：內田雄馬（日本）；蔣鐵城（台灣）
皇宮中「詩人之門」的守衛之一，常因通行門的人太少而感到無聊。夢想是送慰勞品給木木(但實際上真正的夢想是收到慰勞品)。
席伊拉·艾伊岡（Shiira Eigan）
配音：澤城千春（日本）；林正騏（台灣）
皇宮中「詩人之門」的另一個守衛、烏爾基爾的前輩。工作認真，但容易受到烏爾基爾影響而聊天起來，本人也會針對此事自我反省。
希基特（Shikito）
配音：內匠靖明（日本）
皇家衛兵。

#### 尤里斯島
木春·特格利爾（Kiharu Toghrul）
配音：齋藤千和（日本）；陳筱寧（台灣）；Bryn Apprill（美國）
住在尤里斯島上的少女，使用胡桃石製成的笛子來呼喚島上的珍禽。對於上流階級的人們抱持著不信任的態度。在該用鳥精確通訊的試驗前認識了白雪，兩人因此成為了朋友。
波波
木春養的鳥。聽覺敏銳，擁有能分辨胡桃石製品的聲音並能找到那樣物品的能力。右眼有被箭劃傷的疤痕是被布雷卡所害。
布雷卡（Blaker）
配音：川島得愛（日本）；于正昌（台灣）； Duncan Brannan（美國）
尤里斯島的領主，子爵。不聽木春的話濫捕島上的珍禽 , 就為了想要把稀有的羽毛賣到好價錢。妨礙了用該鳥精確通訊的試驗 , 因此被逮捕。

#### 其他
阿托利（Atri）
配音：朴璐美（日本）；詹雅菁（台灣）；Micah Solusod（美國）
紮著碧綠髮短馬尾的少年，千13歲時的秘友，在城堡裡工作的弓兵，手很巧。認為千什麼想法都會寫在臉上很好懂，而千則表示跟他在一起時最開心、最輕鬆。
表面上是遠方來此工作的少年，實際上是里德一族裡面的反族之一，與同夥一起等待報復第一王子伊札那的機會。
起初被同夥命令與千交友，獲取信任之後再趁機殺掉千；但因為怕突然對千產生惻隱之心而被同伴砍傷，藉此引誘出千。因後來拿著弓箭跟千刀鋒相向而被充英斬殺。
在臨死前對千說「如果你不是王子的話就好了」。
修卡（Shuka）
配音：代永翼（日本）；林正騏（台灣）；Justin Briner（美國）
城堡見習生。

### 丹巴倫王國

#### 王宮
拉治·謝納札德（Raji Shenazard）
配音：福山潤（日本）；正昌（台灣）
他巴倫王國的第一王子，含著金湯匙出生、成長，個性好色、同時也是個以愚笨出名的王子。打算納白雪為愛妾，失敗後被千脅迫，發誓不得從他的口中說出白雪的名字。
之後逃回了皇宮，雖然生活照舊，但在聽到或看到紅色的事物時似乎會變得老實點，隨劇情進度因受到了白雪的鼓勵而持續努力成為一名真正值得受人民愛戴的王子。
賜予白雪『王室之友』的稱號。
薩柯契（Sakaki）
配音：小西克幸（日本）；林正騏（台灣）
拉治的隨身侍衛，服從拉治的命令行動，有時也會不帶表情的吐嘈和諷刺拉治。
羅娜·謝納札德（Rona Shenazard）
配音：水瀨祈（日本）；詹雅菁（台灣）
丹巴倫王國的公主，拉治的妹妹。個性剛強、行動力十足。
尤冀那·謝納札德（Eugena Shenazard）
配音：小松未可子（日本）；陳筱寧（台灣）
丹巴倫王國的第二王子，羅娜的雙胞胎弟弟。通常與羅娜一起行動，鮮少發表自己的意見。

#### 貴族
巳早（Mihaya）
配音：豐永利行（日本）；蔣鐵城（台灣）
前伯爵·西斯卡家的三男，為要錢而抓走白雪，最後因千的營救而失敗。
在白雪被海之鉤爪綁架的事件時，向拉治要求賞賜，成功救回白雪之後恢復貴族的身份。
動畫二十四集表示被封為子爵，如有需要，可收養白雪為養女。

#### 山之獅子
武風（Mukaze）
配音：大川透（日本）；正昌（台灣）
山之獅子的大將。曾經是西方的地主一族，為了報答在落難時受到山之獅子救助的恩惠，而留了下來。實際上為白雪的父親，和白雪一樣擁有一頭鮮艷的紅髮。
鹿月（Kazuki）
配音：國立幸（日本）；陳筱寧（台灣）
美少年。之前曾待在海之鉤爪，因外表而有過不好的遭遇，在知道白雪也因外表而有相似的經歷後，試圖抓走她。
伊都也（Itoya）
配音：淺沼晉太郎（日本）；何志威（台灣）；杜景煜（香港）
鹿月的同伴。綁架白雪任務時與歐比對戰實力不相上下，因拉冀的雙胞胎弟妹中途開門分散歐比注意力而打暈歐比擄走白雪。

#### 海之鉤爪
海蛇
配音：齋賀光希（日本）；詹雅菁（台灣）
真名不明。是在丹巴倫海域作惡並收取過路費的海盗團「海之鉤爪」的頭目，一直被「山之獅子」干擾。
在得知「山之獅子」對白雪有興趣後，便在鹿月及伊都也抓走白雪後，將白雪連同鹿月一起抓走，後在巳早透露海之鉤爪基地的情報與拉冀王子的追擊和千一行人一起擊敗後將其逮捕。

### 莉莉亞斯
西達恩
北部關所莉莉亞斯的藥劑師。有一張溫吞的臉，為了教訓格里特時更有說服力而去留的鬍子。與該菈柯是舊相識。
鈴
北部關所莉莉亞斯的藥劑師。一開始稱呼柳為“矮子”。
尤澤莉
北部關所莉莉亞斯的植物採集學家。熱心。
格里特
西達恩的外甥。向白雪和柳求救的少年。在只和朋友們知道的學問街深處森林中玩耍的地方見過“微弱發光的水”，帶著白雪和歐畢找到了“發光的水”。
風葉
藥劑師。
井鶴
西達恩的助手之女性。
拉塔·佛勒芝諾
煌晶石學者。
馬奇力
哈琪的哥哥。

### 劇團
團長
配音：鳥海浩輔（日本）；林正騏（台灣）
劇團團長。
女演員
配音：壽美菜子（日本）；詹雅菁（台灣）
劇團女演員。
王子役
配音：内山昂輝（日本）；劉傑（台灣）
劇團王子役男演員。
騎士役
配音：半田裕典（日本）；蔣鐵城（台灣）
劇團騎士役男演員。
公主役代替的女演員
劇團女演員。動畫未登場。

### 其他
可疑人物
配音：間島淳司（日本）；蔣鐵城（台灣）
暗中打聽白雪的消息，被歐畢抓住。
托羅
配音：水樹奈奈（日本）；石薇（台灣）
美人。昔日與歐畢共同做事的同伴。在千等人避雨時與歐比再遇。

## 名詞用語
海之鉤爪
海上的盜賊集團，從事著黑市交易、人口販賣等不法勾當。
山之獅子
從事著擊退盜賊或保鑣等工作的團體，一開始是由對貴族感到厭惡的人們組成，現今仍舊不會輕易相信貴族。與海之鉤爪呈現敵對狀態。
奧林瑪麗斯
目前白雪與龍正在利利亞斯研究的一種花(藥材)
芙絲緹莉亞斯
去除毒素的奧林瑪麗斯，已經得到了新品種的認可，白雪和龍為了它能綻放於北方正奔波於各個騎士團取得許可。

## 出版書籍
單行本
香港版漫畫從第12集起改為尖端出版取得授權，一代匯集代理發行台灣版本。
| 卷數 | 白泉社         | 白泉社                                                  | 尖端出版       | 尖端出版               | 天下出版       | 天下出版               |
| 卷數 | 發售日期       | ISBN                                                    | 發售日期       | EAN / ISBN             | 發售日期       | ISBN                   |
| ---- | -------------- | ------------------------------------------------------- | -------------- | ---------------------- | -------------- | ---------------------- |
| 1    | 2007年12月5日  | ISBN 978-4-592-18373-0                                  | 2008年6月16日  | EAN 471-7702-21933-8   | 2008年6月30日  | ISBN 978-988-2156-67-8 |
| 2    | 2008年8月5日   | ISBN 978-4-592-18374-7                                  | 2009年9月23日  | EAN 471-7702-22264-2   | 2008年10月31日 | ISBN 978-988-2157-72-9 |
| 3    | 2009年3月5日   | ISBN 978-4-592-18375-4                                  | 2011年6月16日  | EAN 471-7702-22606-0   | 2009年5月30日  | ISBN 978-988-2159-51-8 |
| 4    | 2010年1月4日   | ISBN 978-4-592-18376-1                                  | 2011年9月17日  | EAN 471-7702-23405-8   | 2010年6月30日  | ISBN 978-988-8031-01-6 |
| 5    | 2010年12月29日 | ISBN 978-4-592-18377-8                                  | 2012年1月5日   | EAN 471-7702-24582-5   | 2012年7月31日  | ISBN 978-988-8098-93-4 |
| 6    | 2011年9月5日   | ISBN 978-4-592-19105-6                                  | 2012年11月21日 | EAN 471-7702-25218-2   | 2013年8月1日   | ISBN 978-988-8213-49-8 |
| 7    | 2012年3月5日   | ISBN 978-4-592-19437-8                                  | 2013年5月6日   | EAN 471-7702-25219-9   | 2014年11月18日 | ISBN 978-988-8213-90-0 |
| 8    | 2012年9月5日   | ISBN 978-4-592-19438-5                                  | 2014年4月15日  | EAN 471-7702-25316-5   | 2015年7月28日  | ISBN 978-988-8215-77-5 |
| 9    | 2013年3月5日   | ISBN 978-4-592-19439-2                                  | 2015年7月10日  | EAN 471-7702-26752-0   | 2015年11月19日 | ISBN 978-988-8216-04-8 |
| 10   | 2013年7月5日   | ISBN 978-4-592-19440-8                                  | 2015年10月19日 | ISBN 978-957-10-6221-1 |                |                        |
| 11   | 2014年1月4日   | ISBN 978-4-592-19441-5                                  | 2016年6月17日  | ISBN 978-957-10-6709-4 |                |                        |
| 12   | 2014年10月3日  | ISBN 978-4-592-19442-2                                  | 2016年10月20日 | ISBN 978-957-10-6960-9 | 不適用         | 不適用                 |
| 13   | 2015年4月3日   | ISBN 978-4-592-19443-9                                  | 2017年2月21日  | ISBN 978-957-10-7211-1 | 不適用         | 不適用                 |
| 14   | 2015年7月3日   | ISBN 978-4-592-19444-6                                  | 2017年7月18日  | ISBN 978-957-10-7498-6 | 不適用         | 不適用                 |
| 15   | 2016年1月5日   | ISBN 978-4-592-19445-3 ISBN 978-4-592-10513-8（限定版） | 2018年4月23日  | ISBN 978-957-10-8079-6 | 不適用         | 不適用                 |
| 16   | 2016年8月5日   | ISBN 978-4-592-19446-0 ISBN 978-4-592-10565-7（限定版） | 2018年4月23日  | ISBN 978-957-10-8080-2 | 不適用         | 不適用                 |
| 17   | 2017年3月3日   | ISBN 978-4-592-19447-7                                  | 2018年10月29日 | ISBN 978-957-10-8356-8 | 不適用         | 不適用                 |
| 18   | 2017年11月2日  | ISBN 978-4-592-19448-4 ISBN 978-4-592-10576-3（特裝版） | 2019年5月29日  | ISBN 978-957-10-8566-1 | 不適用         | 不適用                 |
| 19   | 2018年6月5日   | ISBN 978-4-592-19449-1 ISBN 978-4-592-10589-3（特裝版） | 2019年10月14日 | ISBN 978-957-10-8738-2 | 不適用         | 不適用                 |
| 20   | 2019年1月4日   | ISBN 978-4-592-19485-9 ISBN 978-4-592-10598-5（特裝版） | 2020年6月5日   | ISBN 978-957-10-8962-1 | 不適用         | 不適用                 |
| 21   | 2019年9月5日   | ISBN 978-4-592-22011-4                                  | 2020年12月18日 | ISBN 978-957-10-9267-6 | 不適用         | 不適用                 |
| 22   | 2020年3月5日   | ISBN 978-4-592-22012-1                                  | 2022年7月8日   | ISBN 978-626-338-036-3 | 不適用         | 不適用                 |
| 23   | 2021年4月5日   | ISBN 978-4-592-22013-8                                  | 2023年3月20日  | ISBN 978-6-263-56333-9 |                |                        |
| 24   | 2021年6月4日   | ISBN 978-4-592-22014-5                                  | 2025年2月12日  | ISBN 978-6-264-03518-7 |                |                        |
| 25   | 2022年5月2日   | ISBN 978-4-592-22015-2                                  |                |                        |                |                        |
| 26   | 2023年7月5日   | ISBN 978-4-592-22016-9                                  |                |                        |                |                        |
| 27   | 2025年5月2日   | ISBN 978-4-592-22017-6                                  |                |                        |                |                        |

導讀手冊
2019年9月5日發售、ISBN 978-4-592-19757-7

## 電視動畫

### 製作人員
- 原作：秋月空太（白泉社刊・月刊LaLa連載）
- 監督：安藤真裕
- 系列構成：赤尾でこ
- 角色設計：高橋久美子
- 美術監督：岡崎
- 色彩設計：中山子
- 攝影監督：福田光
- 編輯：高橋步
- 音響監督：若林和弘
- 音樂：大島滿
- 製作人：松田章男、種岡智子、永野優希、大貫一雄、福田順、小岐須泰世、西園信也、伊藤幸弘
- 動畫製作：BONES
- 製作：「赤髮白雪姬」製作委員會（Warner Bros. Home entertainment、白泉社、BONES、SHOWGATE、KLOCKWORX、博報堂DY Media Partners、DOCOMO ANIME STORE、BS富士）

### 主題曲
片頭曲
「溫柔的希望（やさしい希望）」（第2－12話、OVA）
作詞、主唱：早見沙織，作曲：矢吹香那，編曲：前口涉
第1、24話當作片尾曲使用。
「那個聲音就是地圖（その声が地図になる）」（第13－24話）
作詞、作曲：早見沙織、矢吹香那，編曲：前口涉，主唱：早見沙織
片尾曲
「載入羈絆（絆にのせて）」（第2－12話）
作詞：川崎里實，作曲、編曲：增田武史，主唱：eyelis
第1話未使用。
（第13－23話）
作詞：矢吹香那，作曲：川崎里實，編曲：前口涉，主唱：eyelis
第24話未使用。
「銀世界」（OVA）
作詞：矢吹香那，作曲、編曲：前口渉，主唱：eyelis

### 各話列表
| 話數   | 日文標題 | 中文標題                     | 香港標題               | 劇本     | 分鏡              | 演出                                     | 作畫監督                                                                    | 總作畫監督          |
| 第一季 | 第一季   | 第一季                       | 第一季                 | 第一季   | 第一季            | 第一季                                   | 第一季                                                                      | 第一季              |
| ------ | -------- | ---------------------------- | ---------------------- | -------- | ----------------- | ---------------------------------------- | --------------------------------------------------------------------------- | ------------------- |
| 第1話  |          | 相遇…多彩的命運。是也！      | 相遇…著色的命運        | 赤尾凸   | 安藤真裕          | 安齋剛文                                 | 松柏操子                                                                    | 高橋久美子          |
| 第2話  |          | 追尋心底的悸動               | 向著希望出發           | 赤尾凸   | 安藤真裕          | 向井雅浩                                 | 小森高博                                                                    | 不適用              |
| 第3話  |          | 約定，閃爍光芒之時           | 約定，綻放光輝那刻     | 和場明子 |                   | 塚田拓郎                                 | 佐佐木美和                                                                  | 高橋久美子          |
| 第4話  |          | 小手，奏響萌芽的協奏曲       |                        | 赤尾凸   | 篠原俊哉          | 太田知章                                 | 杉本幸子                                                                    | 藤田榮              |
| 第5話  |          | 這條道路是預感的結晶         | 路途是預感的結晶       | 清水惠   | 安藤真裕          | 佐藤育郎                                 | 玉置敬子                                                                    | 齋藤恒德            |
| 第6話  |          | 意義的背面                   | 蘊藏意義的背影         | 和場明子 | 安齋剛文          | 安齋剛文                                 | 杉泊朋子、杉薗朗子                                                          | 藤田榮              |
| 第7話  |          | 讓我聽見，笑容的旋律         | 讓我聽聽，笑容的旋律   | 和場明子 |                   | 白石道太 村上勉                          | 吉田巧介                                                                    | 齋藤恒德            |
| 第8話  |          | 記憶描繪出過去的螺旋…        | 記憶是繪出過去的螺旋…  | 赤尾凸   | 安藤真裕          | 山岸大悟                                 | 小森高博、佐佐木美和                                                        | 小森高博 高橋久美子 |
| 第9話  |          | 牽絆傳遞的思念               | 心意相通的想法         | 赤尾凸   | 篠原俊哉          | 吉田隆彥                                 | Shin Hyung Woo、Lee Eun Young                                               | 藤田榮              |
| 第10話 |          | 心若浩瀚碧空                 | 蒼白的心更加深沉       | 清水惠   | 安齋剛文          | 安齋剛文                                 | 菅野宏紀                                                                    | 齋藤恒德            |
| 第11話 |          | 邂逅…初見之色                | 邂逅…初始的色彩        | 赤尾凸   | 安藤真裕          | 佐藤育郎                                 | 玉置敬子、杉薗朗子                                                          | 藤田榮              |
| 第12話 |          | 起始的告別                   | 起始的再會             | 和場明子 | 篠原俊哉          | 太田知章                                 | 高橋久美子、小森高博 齋藤恒德、佐佐木美和                                   | 不適用              |
| OVA    |          |                              |                        |          |                   |                                          |                                                                             |                     |
|        |          | 這一頁，可算不上是什麼的寶物 | 不適用                 | 清水惠   | 三條              | 森川                                     | 吉田巧介                                                                    | 藤田榮              |
| 第二季 |          |                              |                        |          |                   |                                          |                                                                             |                     |
| 第13話 |          | 編織命運的紅色               | 編織命運的紅           | 赤尾凸   | 安齋剛文 安藤真裕 | 安齋剛文                                 | 霜山朋久                                                                    | 齋藤恒德            |
| 第14話 |          | 守護的眼眸，前進的眼眸       | 保護的眼、前進之眼     | 和場明子 | 古川順康          | 江副仁美                                 | Shin Hyung Woo、Lee Eun Young 田中亞優、森幸子、                            | 小森高博            |
| 第15話 |          | 迷茫在困惑中                 | 在不知所措中迷失       | 清水惠   |                   | 塚田拓郎                                 | 鎌田晋平                                                                    | 藤田榮              |
| 第16話 |          | 那一步名為變化               | 那一步名為變化         | 和場明子 |                   | 大高雄太、鈴木彩子 生田目康裕、 笠野充志 | 小森高博 齋藤恒德                                                           |                     |
| 第17話 |          | 寂靜無眠之夜幕的序章         | 靜靜糾纏的夜之序章     | 清水惠   | 山本秀世          | 山岸大悟                                 | 玉置敬子、杉薗朗子                                                          | 不適用              |
| 第18話 |          | 諸多決心                     | 許許多多的決心         | 赤尾凸   | 安齋剛文          | 安齋剛文                                 | 佐佐木美和、中島渚                                                          | 高橋久美子          |
| 第19話 |          | 覺悟之波                     | 覺悟的波濤             | 赤尾凸   | 山本秀世          | 太田知章                                 | 霜山朋久、鎌田晉平                                                          | 齋藤恒德            |
| 第20話 |          | 微笑的溫度，重要的場所       | 微笑的溫度、重要的地方 | 和場明子 |                   |                                          | 藤田榮、服部益實 大塚溪花、Lee Juoung Kyoung Kim Yoon Joung、Shin Hyung Woo | 藤田榮              |
| 第21話 |          | 與你在一起……                 | 只要跟你在一起…        | 清水恵   | 篠原俊哉          | 安齋剛文                                 | 鎌田晋平、玉置敬子 大高雄太                                                 | 小森高博            |
| 第22話 |          | 溫暖你的是意願之泉           | 意志之泉潤澤你身       | 和場明子 | 出合小都美        | 塚田拓郎                                 | 杉薗朗子                                                                    | 不適用              |
| 第23話 |          | 有你的將來                   | 因此而生的未來         | 清水恵   | 安齋剛文          | 安齋剛文                                 | 霜山朋久、佐佐木美和                                                        | 高橋久美子 齋藤恒德 |
| 第24話 |          | 而後 我的前路 我們的故事     | 故事的後續，我的道路   | 赤尾凸   | 安藤真裕          | 山岸大悟 森川 安藤真裕                   | 杉薗朗子、玉置敬子 齋藤恒德                                                 | 藤田榮 小森高博     |

### BD&DVD
| 卷數 | 發售日期       | 收錄話數        | 規格編號   | 規格編號   |
| 卷數 | 發售日期       | 收錄話數        | BD初回版   | DVD初回版  |
| ---- | -------------- | --------------- | ---------- | ---------- |
| 1    | 2015年9月30日  | 第1話 - 第2話   | 1000572621 | 1000572633 |
| 2    | 2015年10月28日 | 第3話 - 第4話   | 1000572622 | 1000572634 |
| 3    | 2015年11月25日 | 第5話 - 第6話   | 1000572623 | 1000572635 |
| 4    | 2015年12月23日 | 第7話 - 第8話   | 1000572624 | 1000572636 |
| 5    | 2016年1月27日  | 第9話 - 第10話  | 1000572625 | 1000572637 |
| 6    | 2016年2月24日  | 第11話 - 第12話 | 1000572626 | 1000572638 |
| 7    | 2016年3月23日  | 第13話 - 第14話 | 1000572627 | 1000572639 |
| 8    | 2016年4月27日  | 第15話 - 第16話 | 1000572628 | 1000572640 |
| 9    | 2016年5月25日  | 第17話 - 第18話 | 1000572629 | 1000572641 |
| 10   | 2016年6月22日  | 第19話 - 第20話 | 1000572630 | 1000572642 |
| 11   | 2016年7月27日  | 第21話 - 第22話 | 1000572631 | 1000572643 |
| 12   | 2016年8月24日  | 第23話 - 第24話 | 1000572632 | 1000572644 |

### 播放電視台
日本深夜動畫：下文記載的日本国内播放時間使用日本標準時間（UTC+9）表示。因為部分時間标识會採用30小时制，因此請留意这类超过24:00的时间，其實際播放時間為翌日清晨。
| 播放地區   | 播放電視台 | 播放日期               | 播放時間                  | 所屬聯播網 | 備註           |
| 第1季      | 第1季      | 第1季                  | 第1季                     | 第1季      | 第1季          |
| ---------- | ---------- | ---------------------- | ------------------------- | ---------- | -------------- |
| 東京都     | TOKYO MX   | 2015年7月6日－9月21日  | 星期一 24時00分－24時30分 | 獨立局     |                |
| 愛知縣     | 愛知電視台 | 2015年7月6日－9月21日  | 星期一 25時35分－26時05分 | 東京電視網 |                |
| 近畿廣域圈 | 讀賣電視台 | 2015年7月6日－9月21日  | 星期一 26時32分－27時02分 | 日本新聞網 | 「MANPA」第2部 |
| 日本全國   | BS富士     | 2015年7月12日－9月27日 | 星期日 24時30分－25時00分 | 衛星電視   | 製作委員會參加 |
| 日本全國   | Animax     | 2015年7月22日－10月7日 | 星期三 22時00分－22時30分 | 衛星電視   | 有重播         |
| 第2季      |            |                        |                           |            |                |
| 東京都     | TOKYO MX   | 2016年1月11日－3月28日 | 星期一 24時00分－24時30分 | 獨立局     |                |
| 愛知縣     | 愛知電視台 | 2016年1月11日－3月28日 | 星期一 25時35分－26時05分 | 東京電視網 |                |
| 近畿廣域圈 | 讀賣電視台 | 2016年1月11日－3月28日 | 星期一 26時29分－26時59分 | 日本新聞網 | 「MANPA」第2部 |
| 日本全國   | BS富士     | 2016年1月17日－4月3日  | 星期日 24時30分－25時00分 | 衛星電視   | 製作委員會參加 |
| 日本全國   | Animax     | 2016年1月20日－4月6日  | 星期三 22時00分－22時30分 | 衛星電視   | 有重播         |

| 播放地區 | 播放電視台 | 播放日期                 | 當地播放時間                  | 所屬聯播網  | 備註                       |
| 第1季    | 第1季      | 第1季                    | 第1季                         | 第1季       | 第1季                      |
| -------- | ---------- | ------------------------ | ----------------------------- | ----------- | -------------------------- |
| 臺灣     | Animax     | 2015年12月14日－12月25日 | 每天 18:30－19:00             | 有線電視    | 含中文配音 有重播時段      |
| 臺灣     | Animax HD  | 2016年1月6日－1月17日    | 每天 22:30－23:00             | 中華電信MOD | 含中文配音 有重播時段      |
| 香港     | Animax     | 2016年4月14日－5月4日    | 星期三至四 20:00－21:00       |             |                            |
| 香港     | ViuTV      | 2018年1月5日－1月22日    | 星期一至五 16:00－16:30       |             | 含中文配音 同時提供OTT服務 |
| 第2季    |            |                          |                               |             |                            |
| 臺灣     | Animax     | 2016年9月16日－9月27日   | 每天（週六以外） 21:30－22:00 | 有線電視    | 含中文配音 有重播時段      |
| 臺灣     | Animax HD  | 2017年1月10日－1月21日   | 每天 18:30－19:00             | 中華電信MOD | 含中文配音 有重播時段      |
| 香港     | Animax     | 2016年9月27日－10月17日  | 星期一至二 20:00－21:00       |             |                            |
| 香港     | ViuTV      | 2018年1月23日－2月7日    | 星期一至五 16:00－16:30       |             | 含中文配音 同時提供OTT服務 |

## 外部連結
- 赤髮白雪姬 秋月空太 | 白泉社 （页面存档备份，存于）（日語）
- 電視動畫「赤髮白雪姬」公式網站 （页面存档备份，存于）（日語）
- 電視動畫「赤髮白雪姬」公式的X（前Twitter）（日語）